# Volodymyr Flys
Volodymyr vuela (23 de marzo de 1924 en Stanislav – 7 de agosto de 1987 en Lviv) fue un compositor y educador musical ucraniano mejor conocido por sus obras corales. 

## Trayectoria
Flys nació en 1924 y mostró interés por la música desde temprana edad, aprendiendo a tocar el piano y el violín durante su infancia. Entre 1932 y 1939, asistió a la Academia Stanislaw Moniuszko, donde estudió violín y teoría musical. Posteriormente, pasó un breve período de seis meses en el Conservatorio Stern de Berlín en 1943. Flys también se dedicó al estudio de composición con Roman Simovych entre 1945 y 1947. Sin embargo, su vida tomó un giro difícil cuando, entre 1947 y 1955, fue arrestado y pasó esos años en el campo de trabajo de Karaganda en Kazajstán. 
A su regreso a Lviv en 1957, Flys continuó estudiando con Roman Simovych, graduándose en 1961. Ese mismo año, Flyss enseñó composición y música en el Conservatorio Estatal M. Lysenko y fue influyente en el desarrollo de la música ucraniana contemporánea. Compuso principalmente obras corales . 
Flys murió en 1987 a causa de una enfermedad. 